# Gateshead F.C.
Gateshead FC là một câu lạc bộ bóng đá có trụ sở tại Gateshead, Anh. Đội bóng hiện thi đấu tại National League, cấp độ thứ 5 của bóng đá Anh, và có sân nhà ở Gateshead International Stadium.

## Danh hiệu
- National League
  - Nhà vô địch National League North mùa giải 2021–22
- Northern Premier League
  - Nhà vô địch Premier Division các mùa giải 1982–83, 1985–86, 1989–90
  - Nhà vô địch Challenge Shield mùa giải 1985–86
- Durham Challenge Cup
  - Nhà vô địch mùa giải 2010–11

## Thống kê
- Thành tích tốt nhất tại FA Cup: Vòng ba mùa giải 2014–15[1]
- Thành tích tốt nhất tại FA Trophy: Bán kết các mùa giải 2010–11, 2017–18[1]
- Kỷ lục khán giả đến sân: 11,750 người trong trận đấu giao hữu với Newcastle United, ngày 7 tháng 8 năm 1995[2]
- Chiến thắng đậm nhất: 8–0 trước Netherfield, Northern Premier League[2]
- Thất bại đậm nhất: 0–9 trướcSutton United, Football Conference, 22 tháng 9 năm 1990[2]
- Cầu thủ ra sân nhiều nhất: James Curtis, 596 lần (2003–2016)[2][3]
- Cầu thủ ghi bàn nhiều nhất: Paul Thompson, 130 bàn[2] (1995–1997, 1999–2004, 2005–2008)
- Phí chuyển nhượng kỷ lục đã trả: £9,000 đến Dagenham & Redbridge cho cầu thủ Paul Cavell, 1994[2]
- Phí chuyển nhượng kỷ lục đã nhận: £250,000 từ Peterborough United cho cầu thủ Marcus Maddison, 2014[4][5]